# Mattrup
Mattrup er en gammel sædegård. Gården ligger 4 km øst for Klovborg station, og 1 km nord for landevejen Horsens – Nørre Snede i Tyrsting Sogn i Horsens Kommune. Hovedbygningen er opført i 1500 og ombygget i 1578-1760. Den trefløjede hovedbygning blev fredet i 1918. Mattrup Gods er på 1809 hektar med Thyrstinggård, Stids Mølle og Våbensholm

## Ejere af Mattrup
- (1388-1420) Christen Skram
- (1420-1453) Kirsten Jespersdatter Raasted gift Skram
- (1453-1475) Niels Christensen Skram
- (1475-1477) Kirsten Nielsdatter Skram gift Rosenkrantz
- (1477-1535) Erik Styggesen Rosenkrantz
- (1535) Karen Eriksdatter Rosenkrantz gift Hardenberg
- (1535-1565) Eiler Hardenberg
- (1565-1604) Erik Eilersen Hardenberg
- (1604) Kirsten Eriksdatter Hardenberg gift Brahe
- (1604-1616) Axel Ottesen Brahe
- (1616-1640) Tyge Axelsen Brahe
- (1640) Anne Tygesdatter Brahe gift Daa
- (1640-1646) Oluf Daa
- (1646-1679) Corfitz Ulfeldt
- (1679-1681) Vincents Lerche
- (1681-1686) Henrik Nielsen Holst
- (1686-1690) Thyger Jespersen / Tøger Pedersen Nørkier
- (1690-1721) Thyger Jespersen
- (1721-1723) Christian Fischer
- (1723-1752) Niels Thygersen
- (1752-1755) Niels Thygersens dødsbo
- (1755-1764) Emanuel Thygesen
- (1764-1821) Thyger Jesper Emanuelsen Thygersen
- (1821-1828) Niels Emanuel de Thygeson
- (1828-1851) Thyge G.C.F. Nielsen de Thygeson
- (1851-1853) Frederik Vilhelm Schytte
- (1853-1866) Regnar Westenholz
- (1866-1878) Mary L. Hansen gift Westenholz
- (1878-1883) Thomas Frederik Westenholz (søn)
- (1883-1920) Regnar Asker Westenholz (halvbror)
- (1920-1961) Thomas Eiler Westenholz (søn)
- (1961-1979) Sven Torben Westenholz (fætters søn)
- (1979-1989) Elisabeth Westenholz gift Steen-Petersen (datter)
- (1989-) Anders Steen Westenholz (søn)

## Ekstern henvisning
- Dansk Center for Herregårdsforskning: Mattrup Arkiveret 11. august 2016 hos  Wayback Machine, hentet 19. juli 2016
- Mattrup Gods
- Kapel på Mattrup hos danmarkskirker.natmus.dk (Danmarks Kirker, Nationalmuseet)